# Lilla torget, Kalmar

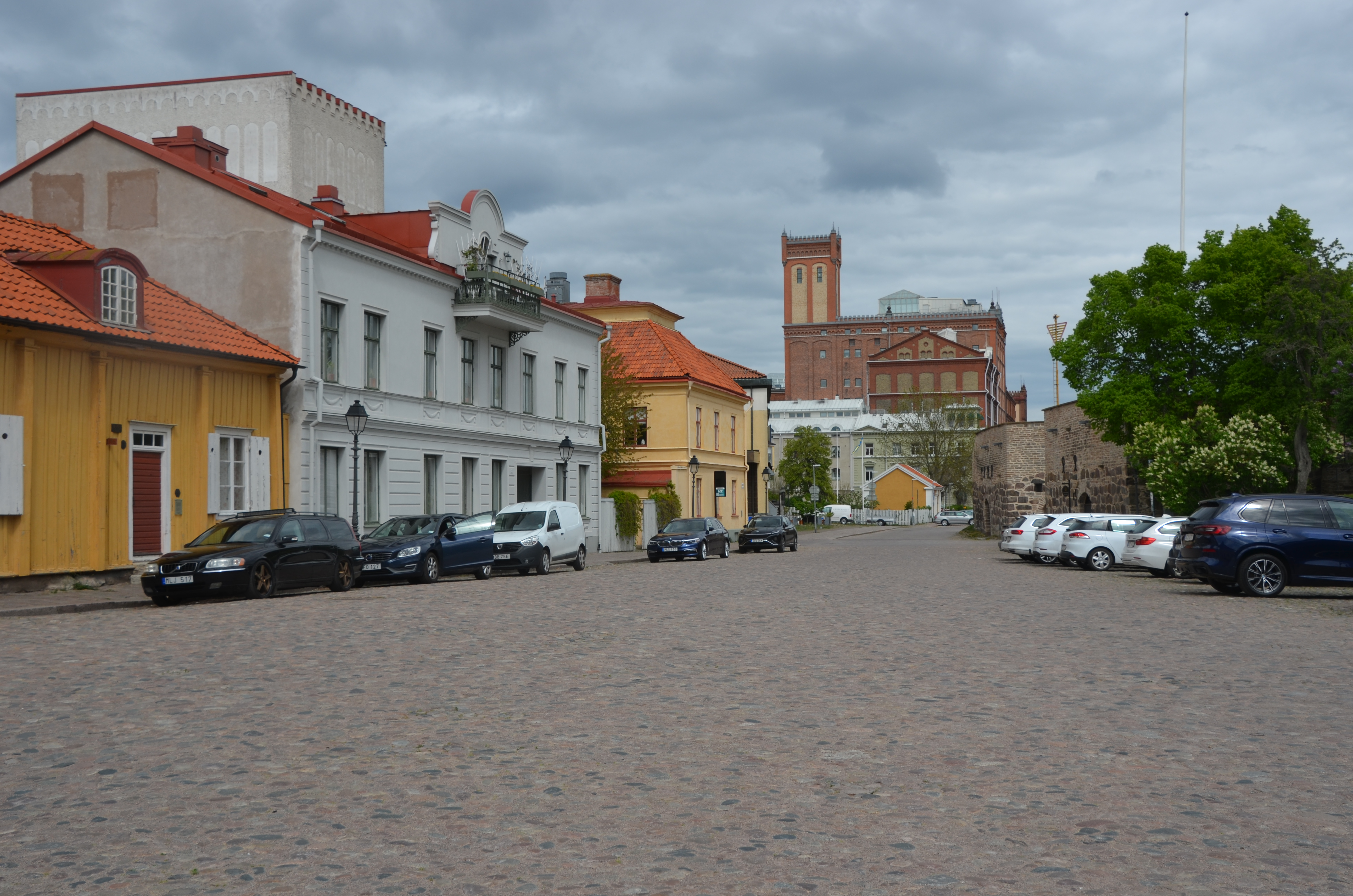
Lilla torget åt nordost

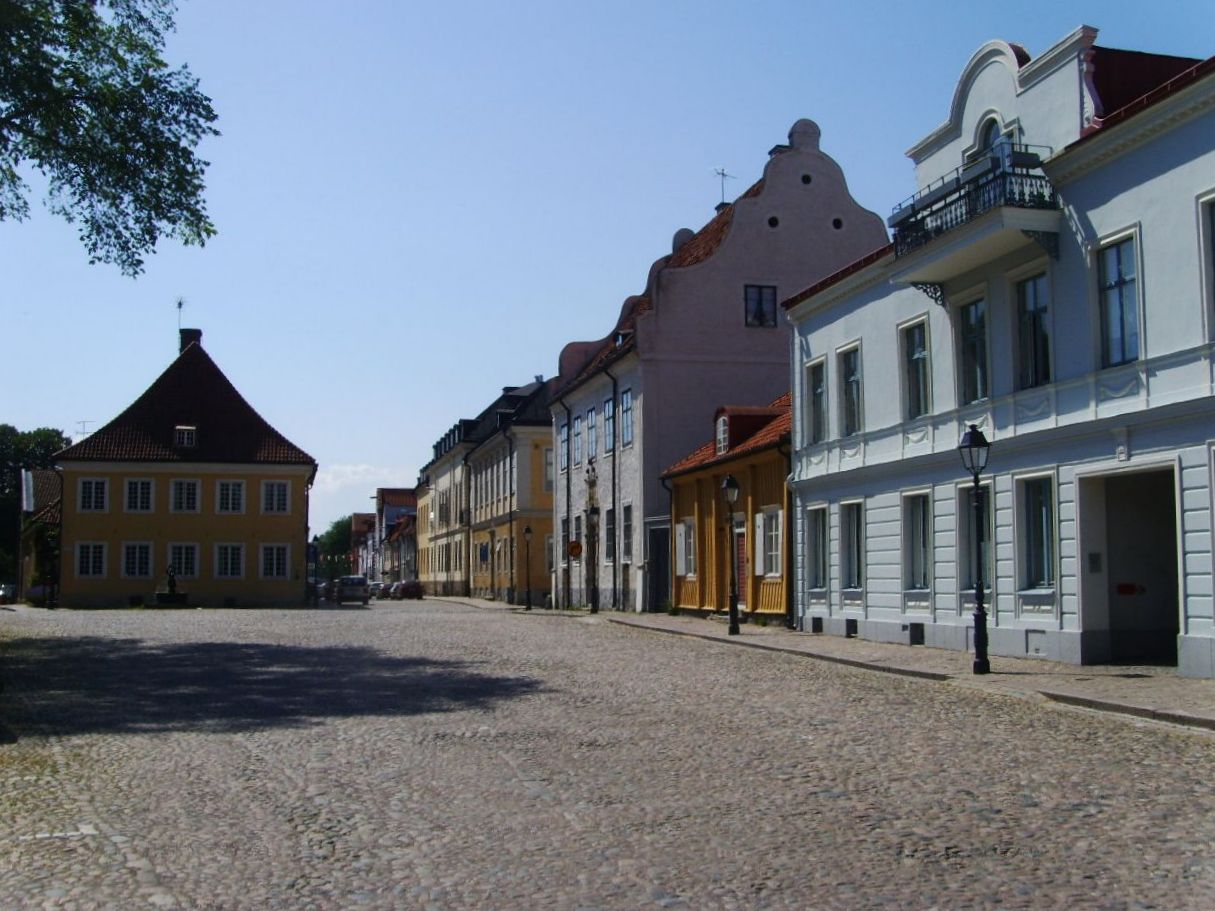
Lilla torget åt sydväst

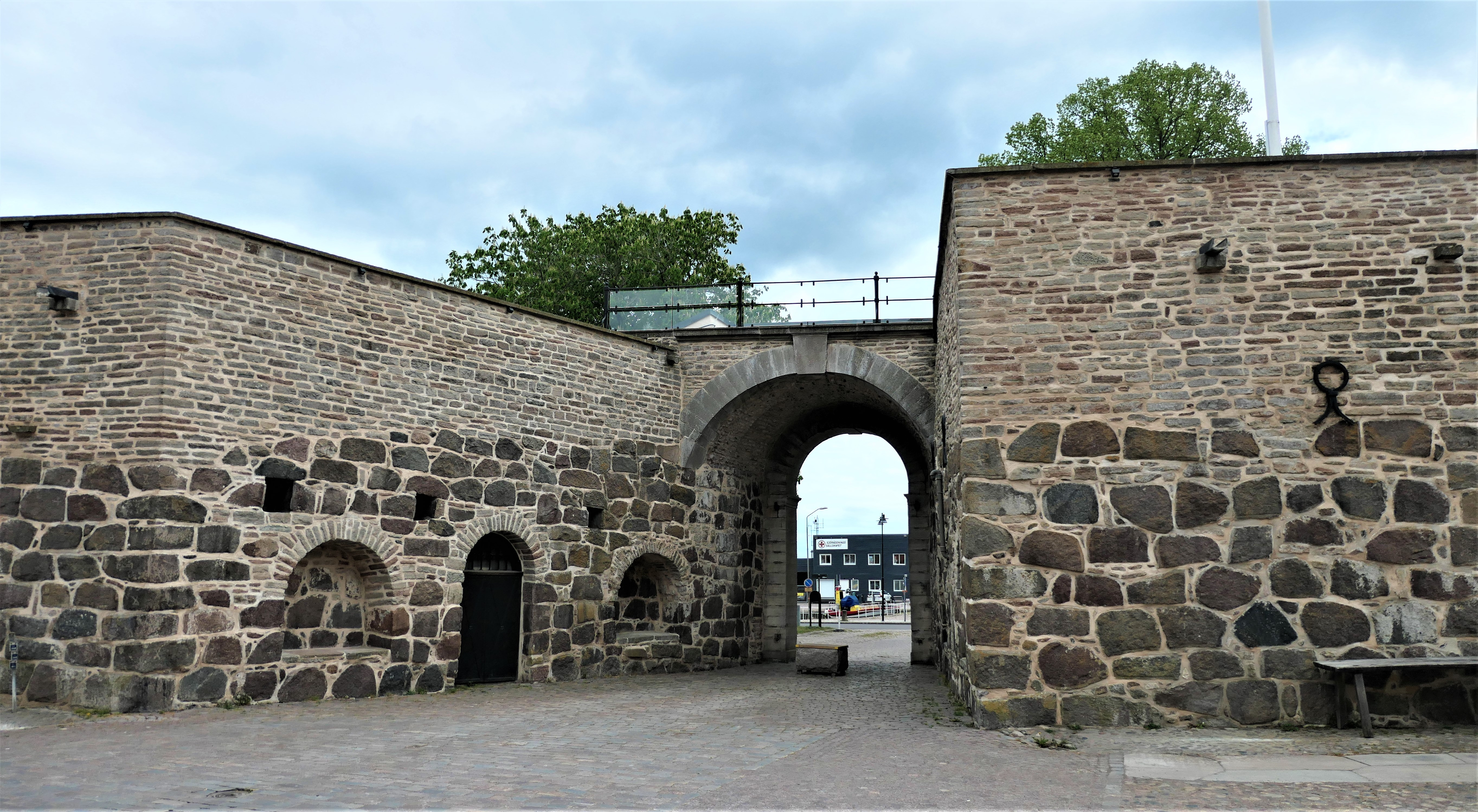
Vy från Lilla torget mot Skeppsbrogatan och Tullhamnen, genom Kavaljersporten

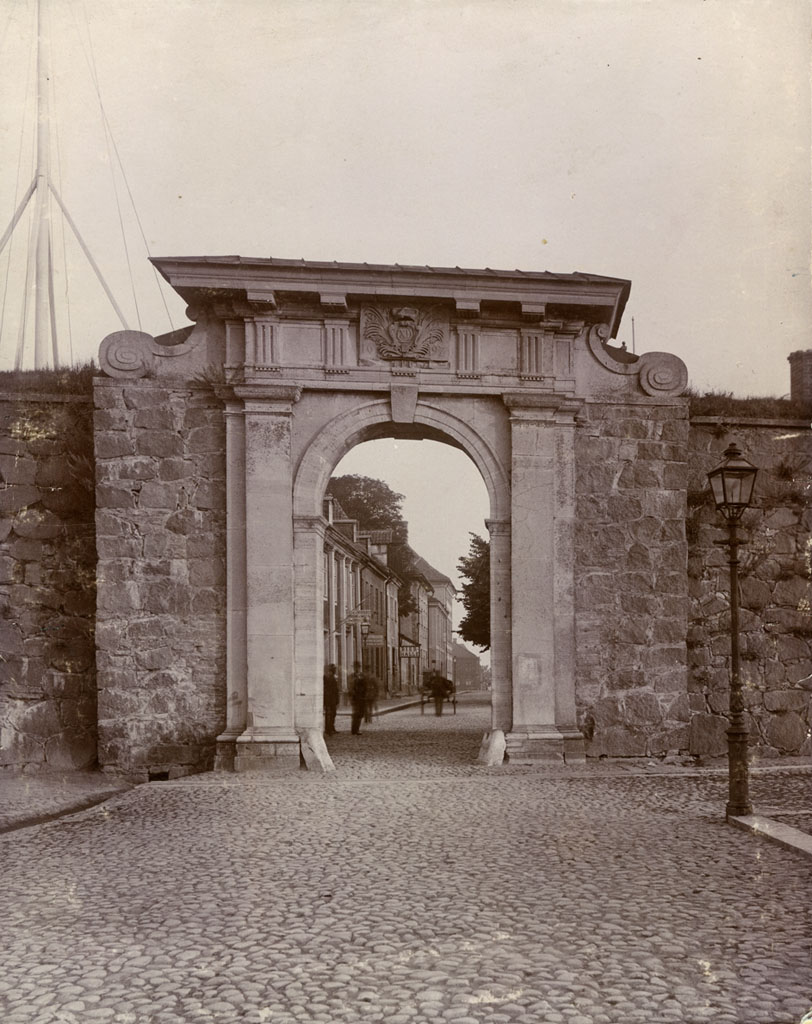
Kavaljersporten, 1880-talet

Lilla torget är ett trekantigt torg på Kvarnholmen i Kalmar. Det ligger vid fästningsvallen mellan Ölandsgatan, Västra Vallgatan och Västra Sjögatan. Vid spetsen på den nordöstra sidan ligger Kavaljersporten genom stadsmuren ut mot hamnen och Östra Sjögatan. I torgets västra ände ligger Domprostgården från 1700-talet
Torget ritades in redan i den första stadsplanen för det nya Kalmar på Kvarnholmen av Johan Wärnschöld i mitten av 1600-talet.
På torget fanns tidigare en av Kalmars sex offentliga brunnar. På dess plats står sedan 1930-talet fontänen Sjöjungfrun av Arvid Källström.

## Byggnader
| Namn                 | Adress             | Tillkomst    | Koordinater                                   | Bild |
| -------------------- | ------------------ | ------------ | --------------------------------------------- | ---- |
| Länsresidenset       | Västra Sjögatan 3  | Omkring 1660 | 56°39′46″N 16°21′57″Ö / 56.66278°N 16.36583°Ö |      |
| Dahmska huset 1,     | Ölandsgatan 23     | 1658–1660    | 56°39′46″N 16°21′58″Ö / 56.66278°N 16.36611°Ö |      |
| Domprostgården       | Södra Vallgatan 25 | 1657–1667    | 56°39′45″N 16°21′58″Ö / 56.66250°N 16.36611°Ö |      |
| Berghs trähus        | Ölandsgatan 25     | Omkring 1650 | 56°39′46″N 16°21′59″Ö / 56.66278°N 16.36639°Ö |      |
| Ölandsgatan 27       | Ölandsgatan 27     |              | 56°39′47″N 16°22′00″Ö / 56.66306°N 16.36667°Ö |      |
| Mühlenbruchska huset | Östra Sjögatan 18  | 1720-talet   | 56°39′47″N 16°22′00″Ö / 56.66306°N 16.36667°Ö |      |